# Список пресмыкающихся Азии
Список пресмыкающихся Азии включает виды класса Пресмыкающихся, распространённые на территории Азии.

## ОтрядЧерепахи(Testudines)

### СемействоКожистые черепахи(Dermochelyidae)
- Кожистая черепаха — Dermochelys coriacea

### СемействоМорские черепахи(Cheloniidae)
- Логгерхед — Caretta caretta
- Зелёная черепаха — Chelonia mydas
- Бисса — Eretmochelys imbricata
- Оливковая ридлея — Lepidochelys olivacea

### СемействоБольшеголовые черепахи(Platysternidae)
- Большеголовая черепаха — Platysternon megacephalum

### СемействоАмериканские пресноводные черепахи(Emydidae)
- Европейская болотная черепаха — Emys orbicularis

### СемействоАзиатские пресноводные черепахи(Geoemydidae)
- Батагур — Batagur baska
- Каллагур — Callagur borneoensis
- Китайская трёхкилевая черепаха — Chinemys reevesii
- Красношейная китайская черепаха — Chinemys kwangtungensis
- Толстоголовая китайская черепаха — Chinemys megalocephala
- Амбоинская шарнирная черепаха — Cuora amboinensis
- Малайская зубчатая черепаха — Cyclemys dentata
- Шиповатая черепаха Олдама — Cyclemys oldhamii
- Черепаха Гамильтона — Geoclemys hamiltonii
- Горная черепаха — Geoemyda spengleri
- Диадемовая черепаха — Hardella thurjii
- Араканская колючая черепаха — Heosemys depressa
- Индокитайская черепаха — Heosemys grandis
- Колючая черепаха — Heosemys spinosa
- Храмовая черепаха — Hieremys annandalei
- Трёхполосая кровельная черепаха — Kachuga dhongoka
- Бенгальская кровельная черепаха — Kachuga kachuga
- Бурая кровельная черепаха — Kachuga smithii
- Ассамская кровельная черепаха — Kachuga sylhetensis
- Индийская кровельная черепаха — Kachuga tecta
- Kachuga tentoria
- Малайская черепаха — Malayemys subtrijuga
- Каспийская черепаха — Mauremys caspica
- Трёхкилевая черепаха — Melanochelys tricarinata
- Индийская трёхкилевая черепаха — Melanochelys trijuga
- Индийская глазчатая черепаха — Morenia petersi
- Плоскоспинная черепаха — Notochelys platynota
- Индийская шиповатая черепаха — Pyxidea mouhotii
- Лесная колючая черепаха — Vijayachelys silvatica

### СемействоСухопутные черепахи(Testudinidae)
- Среднеазиатская черепаха — Agrionemys horsfieldii
- Звёздчатая черепаха — Geochelone elegans
- Бирманская черепаха — Geochelone platynota
- Желтоголовая черепаха — Indotestudo elongata
- Целебесская черепаха — Indotestudo forstenii
- Индийская черепаха — Indotestudo travancorica
- Коричневая черепаха — Manouria emys
- Вдавленная черепаха — Manouria impressa
- Средиземноморская черепаха — Testudo graeca

### СемействоТрёхкоготные черепахи(Trionychidae)
- Хрящеватый трионикс — Amyda cartilaginea
- Гангский трионикс — Aspideretes gangeticus
- Глазчатый трионикс — Aspideretes hurum
- Трионикс Ляйта — Aspideretes leithii
- Тёмный трионикс — Aspideretes nigricans
- Полосатая узкоголовая черепаха — Chitra chitra
- Индийская узкоголовая черепаха — Chitra indica
- Догания — Dogania subplana
- Индийская лопастная черепаха — Lissemys punctata
- Красивый трионикс — Nilssonia formosa
- Трионикс Штейндахнера — Palea steindachneri
- Большая мягкотелая черепаха — Pelochelys bibroni
- Мягкотелая черепаха Кантора — Pelochelys cantorii
- Китайский трионикс — Pelodiscus sinensis
- Евфратский трионикс — Rafetus euphraticus
- Rafetus swinhoei

## ОтрядЧешуйчатые(Squamata)

### ПодтрядЯщерицы(Lacertilia)

#### СемействоАгамовые(Agamidae)
- Рогатая агама — Ceratophora tennentii
- Молуккская парусная ящерица — Hydrosaurus amboinensis
- Филиппинская парусная ящерица — Hydrosaurus pustulatus
- Laudakia agrorensis
- Laudakia badakhshana
- Laudakia bochariensis
- Кавказская агама — Laudakia caucasia
- Агама Чернова — Laudakia chernovi
- Laudakia dayana
- Хорасанская агама — Laudakia erythrogastra
- Laudakia fusca
- Гималайская агама — Laudakia himalayana
- Кирманская агама — Laudakia kirmanensis
- Туркестанская агама — Laudakia lehmanni
- Чёрная агама — Laudakia melanura
- Мелкочешуйная агама — Laudakia microlepis
- Крупночешуйная агама — Laudakia nupta
- Нуристанская агама — Laudakia nuristanica
- Laudakia pakistanica
- Агама Папенфуса — Laudakia papenfussi
- Священная агама — Laudakia sacra
- Стеллион — Laudakia stellio
- Агама Столички — Laudakia stoliczkana
- Кашмирская агама — Laudakia tuberculata
- Агама Вуи — Laudakia wui
- Агама-бабочка — Leiolepis belliana
- Leiolepis boehmei
- Leiolepis guentherpetersi
- Leiolepis guttata
- Leiolepis peguensis
- Leiolepis reevesii
- Leiolepis triploida
- Phrynocephalus albolineatus
- Phrynocephalus axillaris
- Phrynocephalus forsythii
- Phrynocephalus frontalis
- Круглоголовка Голубева — Phrynocephalus golubewii
- Круглоголовка-вертихвостка — Phrynocephalus guttatus
- Такырная круглоголовка — Phrynocephalus helioscopus
- Песчаная круглоголовка — Phrynocephalus interscapularis
- Пятнистая круглоголовка — Phrynocephalus maculatus
- Зайсанская круглоголовка — Phrynocephalus melanurus
- Круглоголовка Молчанова — Phrynocephalus moltschanowi
- Ушастая круглоголовка — Phrynocephalus mystaceus
- Персидская круглоголовка — Phrynocephalus persicus
- Закаспийская круглоголовка — Phrynocephalus raddei
- Сетчатая круглоголовка — Phrynocephalus reticulatus
- Хентаунская круглоголовка — Phrynocephalus rossikowi
- Согдианская круглоголовка — Phrynocephalus sogdianus
- Круглоголовка Штрауха — Phrynocephalus strauchi
- Phrynocephalus theobaldi
- Пёстрая круглоголовка — Phrynocephalus versicolor
- Phrynocephalus vlangalii
- Синайская агама — Pseudotrapelus sinaitus
- Руинная агама — Trapelus ruderatus
- Степная агама — Trapelus sanguinolentus
- Индийский шипохвост — Uromastyx hardwickii

#### СемействоХамелеоны(Chamaeleonidae)
- Индийский хамелеон Chamaeleo zeylanicus

#### СемействоЭублефаровые(Eublepharidae)
- Eublepharis angramainyu
- Eublepharis fuscus
- Eublepharis hardwickii
- Пятнистый эублефар — Eublepharis macularius
- Туркменский эублефар — Eublepharis turcmenicus

#### СемействоГекконовые(Gekkonidae)
- Гладкий геккончик — Alsophylax laevis
- Панцирный геккончик — Alsophylax loricatus
- Пискливый геккончик — Alsophylax pipiens
- Бугорчатый геккончик — Bunopus tuberculatus
- Calodactylodes aureus
- Calodactylus illingworthi
- Cnemaspis assamensis
- Cnemaspis beddomei
- Cnemaspis boiei
- Cnemaspis goaensis
- Cnemaspis heteropholis
- Cnemaspis indica
- Cnemaspis indraneildasii
- Cnemaspis jerdonii
- Cnemaspis kandiana
- Cnemaspis kolhapurensis
- Cnemaspis littoralis
- Cnemaspis nairi
- Cnemaspis ornata
- Cnemaspis otai
- Cnemaspis sisparensis
- Cnemaspis tropidogaster
- Cnemaspis wynadensis
- Cnemaspis yercaudensis
- Плоскохвостый домовый геккон — Cosymbotus platyurus
- Гребнепалый геккон — Crossobamon eversmanni
- Восточный гребнепалый геккон — Crossobamon orientalis
- Каспийский геккон — Cyrtopodion caspius
- Туркестанский геккон — Cyrtopodion fedtschenkoi
- Длинноногий геккон — Cyrtopodion longipes
- Туркменский геккон — Cyrtopodion turcmenicus
- Токи — Gekko gecko
- Полосатый геккон — Gekko vittatus
- Турецкий полупалый геккон — Hemidactylus turcicus
- Серый геккон — Mediodactylus russowii
- Колючехвостый геккон — Mediodactylus spinicaudus
- Индо-малайский лопастехвостый геккон — Ptychozoon kuhli
- Сцинковый геккон Пржевальского — Teratoscincus przewalskii
- Сцинковый геккон — Teratoscincus scincus

#### СемействоЧервеобразные ящерицы(Dibamidae)
- Dibamus nicobaricum

#### СемействоНастоящие ящерицы(Lacertidae)
- Армянская ящерица — Darevskia armeniaca
- Кавказская ящерица — Darevskia caucasica
- Эльбурская ящерица — Darevskia defilippii
- Скальная ящерица — Darevskia saxicola
- Остроносая ящурка — Eremias acutirostris
- Высокогорная афганская ящурка — Eremias afghanistanica
- Ящурка Андерсона — Eremias andersoni
- Eremias aporosceles
- Разноцветная ящурка — Eremias arguta
- Монгольская ящурка — Eremias argus
- Афганская ящурка — Eremias aria
- Ордосская ящурка — Eremias brenchleyi
- Кашгарская ящурка — Eremias buechneri
- Холистанская ящурка — Eremias cholistanica
- Систанская ящурка — Eremias fasciata
- Сетчатая ящурка — Eremias grammica
- Средняя ящурка — Eremias intermedia
- Кокшаальская ящурка — Eremias kokshaaliensis
- Лалезхарская ящурка — Eremias lalezharica
- Линейчатая ящурка — Eremias lineolata
- Горная ящурка — Eremias montanus
- Глазчатая ящурка — Eremias multiocellata
- Чернобокая ящурка — Eremias nigrolateralis
- Черноглазчатая ящурка — Eremias nigrocellata
- Киргизская ящурка — Eremias nikolskii
- Персидская ящурка — Eremias persica
- Закавказская ящурка — Eremias pleskei
- Гобийская ящурка — Eremias przewalskii
- Полосатая ящурка — Eremias scripta
- Алашаньская ящурка — Eremias quadrifrons
- Таджикская ящурка — Eremias regeli
- Ящурка Штрауха — Eremias strauchi
- Тяньшаньская ящурка — Eremias stummeri
- Турецкая ящурка — Eremias suphani
- Ящурка Щербака — Eremias szczerbaki
- Быстрая ящурка — Eremias velox
- Центральноазиатская ящурка — Eremias vermiculata
- Яркендская ящурка — Eremias yarkanndensis
- Прыткая ящерица — Lacerta agilis
- Средняя ящерица — Lacerta media
- Персидская месалина — Mesalina watsonana
- Стройная змееголовка — Ophisops elegans
- Амурская долгохвостка — Takydromus amurensis
- Takydromus dorsalis
- Takydromus formosanus
- Takydromus hani
- Takydromus haughtonianus
- Takydromus hsuehshanensis
- Takydromus intermedius
- Takydromus khasiensis
- Takydromus kuehnei
- Takydromus sauteri
- Шестиполосая долгохвостка — Takydromus sexlineatus
- Takydromus smaragdinus
- Takydromus stejnegeri
- Takydromus sylvaticus
- Takydromus tachydromoides
- Takydromus toyamai
- Корейская долгохвостка — Takydromus wolteri
- Живородящая ящерица — Zootoca vivipara

#### СемействоСцинковые(Scincidae)
- Полосатый гологлаз — Ablepharus bivittatus
- Гологлаз Чернова — Ablepharus chernovi
- Дарвазский гологлаз — Ablepharus darvazi
- Пустынный гологлаз — Ablepharus deserti
- Малый гологлаз — Ablepharus grayanus
- Европейский гологлаз — Ablepharus kitaibelii
- Азиатский гологлаз — Ablepharus pannonicus
- Алайский гологлаз — Asymblepharus alaicus
- Гологлаз Ерёмченко — Asymblepharus eremchenkoi
- Asymblepharus mahabharatus
- Asymblepharus nepalensis
- Asymblepharus tragbulense
- Глазчатый хальцид — Chalcides ocellatus
- Длинноногий сцинк — Eumeces schneiderii
- Eurylepis indothalensis
- Eurylepis poonaensis
- Щитковый сцинк — Eurylepis taeniolatus
- Eutropis allapallensis
- Eutropis andamanensis
- Eutropis beddomii
- Eutropis bibronii
- Eutropis carinata
- Eutropis clivicola
- Eutropis cumingi
- Eutropis darevskii
- Eutropis dissimilis
- Eutropis englei
- Eutropis gansi
- Eutropis indeprensa
- Eutropis innotata
- Eutropis longicaudata
- Eutropis macularia
- Eutropis multicarinata
- Eutropis multifasciata
- Eutropis nagarjuni
- Eutropis novemcarinata
- Eutropis quadratilobus
- Eutropis quadricarinata
- Eutropis rudis
- Eutropis rugifera
- Eutropis tammanna
- Eutropis trivittata
- Eutropis tytleri
- Змееящерица Чернова — Ophiomorus chernovi
- Дальневосточный сцинк — Plestiodon latiscutatus
- Переднеазиатская мабуя — Trachylepis septemtaeniata

#### СемействоВеретеницевые(Anguidae)
- Ломкая веретеница — Anguis fragilis
- Желтопузик — Pseudopus apodus

#### СемействоShinisauridae
- Крокодиловый шинизавр — Shinosaurus crocodilurus

#### СемействоВараны(Varanidae)
- Бенгальский варан — Varanus bengalensis
- Varanus cumingi
- Варан Дюмериля — Varanus dumerilii
- Жёлтый варан — Varanus flavescens
- Серый варан — Varanus griseus
- Мангровый варан — Varanus indicus
- Розовогорлый варан — Varanus jobiensis
- Varanus mabitang
- Varanus marmoratus
- Туманный варан — Varanus nebulosus
- Varanus nuchalis
- Варан Грея — Varanus olivaceus
- Южноазиатский варан — Varanus rudicollis
- Полосатый варан — Varanus salvator
- Varanus togianus

#### СемействоБезухие вараны(Lanthanotidae)
- Калимантанский безухий варан — Lanthanotus borneensis

### ПодтрядЗмеи(Serpentes)

#### СемействоСлепозмейки(Typhlopidae)
- Браминский слепун — Ramphotyphlops braminus
- Червеобразная слепозмейка — Typhlops vermicularis

#### СемействоЛожноногие(Boidae)
- Стройный удавчик — Eryx elegans
- Индийский удавчик — Eryx johnii
- Песчаный удавчик — Eryx miliaris
- Восточный удавчик — Eryx tataricus
- Шершавохвостый удавчик — Eryx conicus
- Python breitensteini
- Python brongersmai
- Короткохвостый питон — Python curtus
- Тигровый питон — Python molurus
- Сетчатый питон — Python reticulatus
- Тиморский питон — Python timoriensis

#### СемействоЛучистые змеи(Xenopeltidae)
- Лучистая змея — Xenopeltis unicolor
- Xenopeltis hainanensis

#### СемействоБородавчатые змеи(Acrochordidae)
- Acrochordus granulatus
- Яванская бородавчатая змея — Acrochordus javanicus

#### СемействоУжеобразные(Colubridae)
- Японский уж — Amphiesma vibakari
- Синяя бойга — Boiga cyanea
- Индийская бойга — Boiga trigonata
- Dolichophis jugularis
- Собакоголовый уж — Cerberus rynchops
- Обыкновенная медянка — Coronella austriaca
- Восточный динодон — Dinodon orientale
- Краснопоясный динодон — Dinodon rufozonatum
- Ошейниковый эйренис — Eirenis collaris
- Полосатый эйренис — Eirenis medus
- Смирный эйренис — Eirenis modestus
- Армянский эйренис — Eirenis punctatolineatus
- Маньчжурский полоз — Elaphe anomala
- Двупятнистый полоз — Elaphe bimaculata
- Узорчатый полоз — Elaphe dione
- Островной полоз — Elaphe climacophora
- Закавказский полоз — Elaphe hohenackeri
- Малочешуйчатый полоз — Elaphe quadrivirgata
- Палласов полоз — Elaphe sauromates
- Амурский полоз — Elaphe schrenckii
- Рисовая змея — Enhydris chinensis
- Щупальценосная змея — Erpeton tentaculatum
- Японский полоз — Euprepiophis conspicillatus
- Мандариновый полоз — Euprepiophis mandarinus
- Свинцовый полоз — Hemorrhois nummifer
- Разноцветный полоз — Hemorrhois ravergieri
- Жёлтобрюхий полоз — Hierophis caspius
- Краснобрюхий полоз — Hierophis schmidti
- Полосатый полоз — Hierophis spinalis
- Масковая водяная змея — Homalopsis buccata
- Поперечнополосатый волкозуб — Lycodon striatus
- Афганский литоринх — Lythorhynchus ridgewayi
- Ящеричная змея — Malpolon monspessulanus
- Обыкновенный уж — Natrix natrix
- Водяной уж — Natrix tessellata
- Изменчивый олигодон — Oligodon taeniolatus
- Красноспинный полоз — Oocatochus rufodorsatus
- Полоз Кантора — Orthriophis cantoris
- Полоз Меллендорфа — Orthriophis moellendorffi
- Гималайский полоз — Orthriophis hodgsoni
- Тонкохвостый полоз — Orthriophis taeniurus
- Поперечнополосатый полоз — Platyceps karelini
- Оливковый полоз — Platyceps najadum
- Краснополосый полоз — Platyceps rhodorachis
- Стрела-змея — Psammophis lineolatus
- Зериг — Psammophis schokari
- Персидский псевдоциклофис — Pseudocyclophis persicus
- Pseudoxenodon bambusicola
- Pseudoxenodon baramensis
- Pseudoxenodon inornatus
- Pseudoxenodon karlschmidti
- Pseudoxenodon macrops
- Pseudoxenodon stejnegeri
- Большеглазый полоз — Ptyas mucosus
- Тигровый уж — Rhabdophis tigrinus
- Черноголовый ринхокалямус — Rhynchocalamus melanocephalus
- Носатый полоз Буланже — Rhynchophis boulengeri
- Черноголовый чешуелобый полоз — Spalerosophis atriceps
- Чешуелобый полоз Клиффорда — Spalerosophis cliffordii
- Диадемовый чешуелобый полоз — Spalerosophis diadema
- Кавказская кошачья змея — Telescopus fallax
- Иранская кошачья змея — Telescopus rhinopoma
- Уж-рыболов Шнайдера — Xenochrophis piscator
- Полосатый уж-рыболов — Xenochrophis vittatus
- Эскулапов полоз — Zamenis longissimus
- Персидский полоз — Zamenis persicus

#### СемействоАспидовые(Elapidae)
- Bungarus andamanensis
- Bungarus bungaroides
- Индийский крайт — Bungarus coeruleus
- Малайский крайт — Bungarus candidus
- Цейлонский крайт — Bungarus ceylonicus
- Ленточный крайт — Bungarus fasciatus
- Желтоголовый крайт — Bungarus flaviceps
- Bungarus lividus
- Bungarus magnimaculatus
- Bungarus multicinctus
- Чёрный крайт — Bungarus niger
- Bungarus sindanus
- Calliophis beddomei
- Calliophis bibroni
- Calliophis bivirgatus
- Calliophis gracilis
- Calliophis haematoetron
- Calliophis intestinalis
- Calliophis maculiceps
- Calliophis melanurus
- Calliophis nigrescens
- Hemibungarus hatori
- Hemibungarus japonicus
- Hemibungarus sauteri
- Китайская кобра — Naja atra
- Моноклевая кобра — Naja kaouthia
- Naja mandalayensis
- Очковая змея — Naja naja
- Среднеазиатская кобра — Naja oxiana
- Филиппинская кобра — Naja philippinensis
- Naja sagittifera
- Naja samarensis
- Сиамская кобра — Naja siamensis
- Яванская плюющая кобра — Naja sputatrix
- Naja sumatrana
- Королевская кобра — Ophiophagus hannah
- Чёрная кобра — Walterinnesia aegyptia

#### СемействоГадюковые(Viperidae)
- Малайский щитомордник — Caloselasma rhodostoma
- Береговая куфия — Cryptelytrops purpureomaculatus
- Цепочная гадюка — Daboia russelii
- Обыкновенный щитомордник — Gloydius halys
- Средний щитомордник — Gloydius intermedius
- Каменистый щитомордник — Gloydius saxatilis
- Уссурийский щитомордник — Gloydius ussuriensis
- Песчаная эфа — Echis carinatus
- Среднеазиатская эфа — Echis multisquamatus
- Гюрза — Macrovipera lebetina
- Персидская гадюка — Pseudocerastes persicus
- Белогубая куфия — Trimeresurus albolabris
- Бамбуковая куфия — Trimeresurus gramineus
- Trimeresurus malabaricus
- Tropidolaemus huttoni
- Храмовая куфия — Tropidolaemus wagleri
- Vipera albizona
- Обыкновенная гадюка — Vipera berus
- Гадюка Радде — Vipera raddei
- Восточная степная гадюка — Vipera renardi
- Малоазиатская гадюка — Vipera xanthina

## ОтрядКрокодилы(Crocodilia)

### СемействоАллигаторовые(Alligatoridae)
- Китайский аллигатор — Alligator sinensis

### СемействоНастоящие крокодилы(Crocodylidae)
- Филиппинский крокодил — Crocodylus mindorensis
- Новогвинейский крокодил — Crocodylus novaeguineae
- Болотный крокодил — Crocodylus palustris
- Гребнистый крокодил — Crocodylus porosus
- Сиамский крокодил — Crocodylus siamensis

### СемействоГавиаловые(Gavialidae)
- Гангский гавиал — Gavialis gangeticus
- Гавиаловый крокодил — Tomistoma schlegelii